# Mariä Himmelfahrt (Ainring-Feldkirchen)

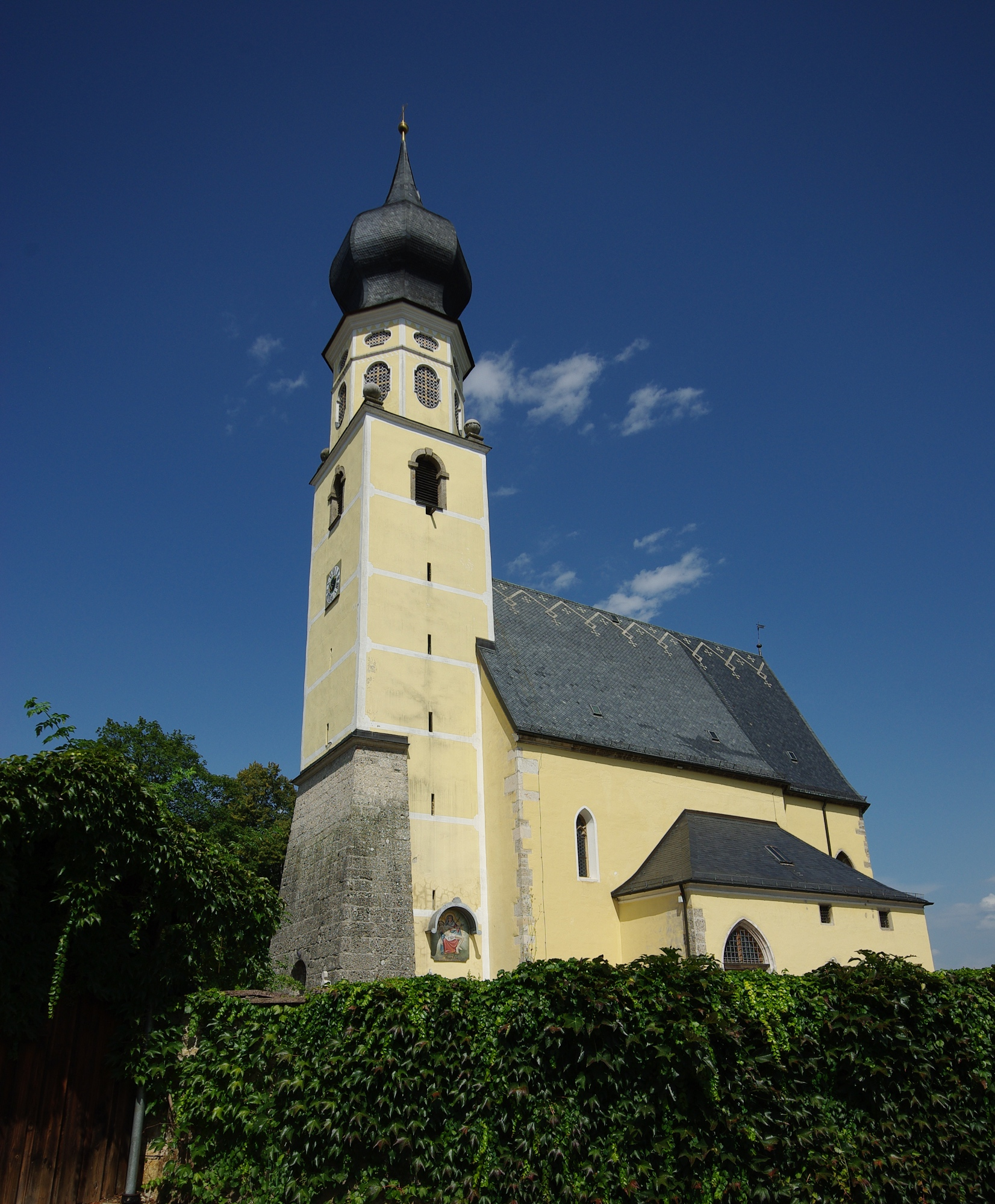
Mariä Himmelfahrt in Feldkirchen

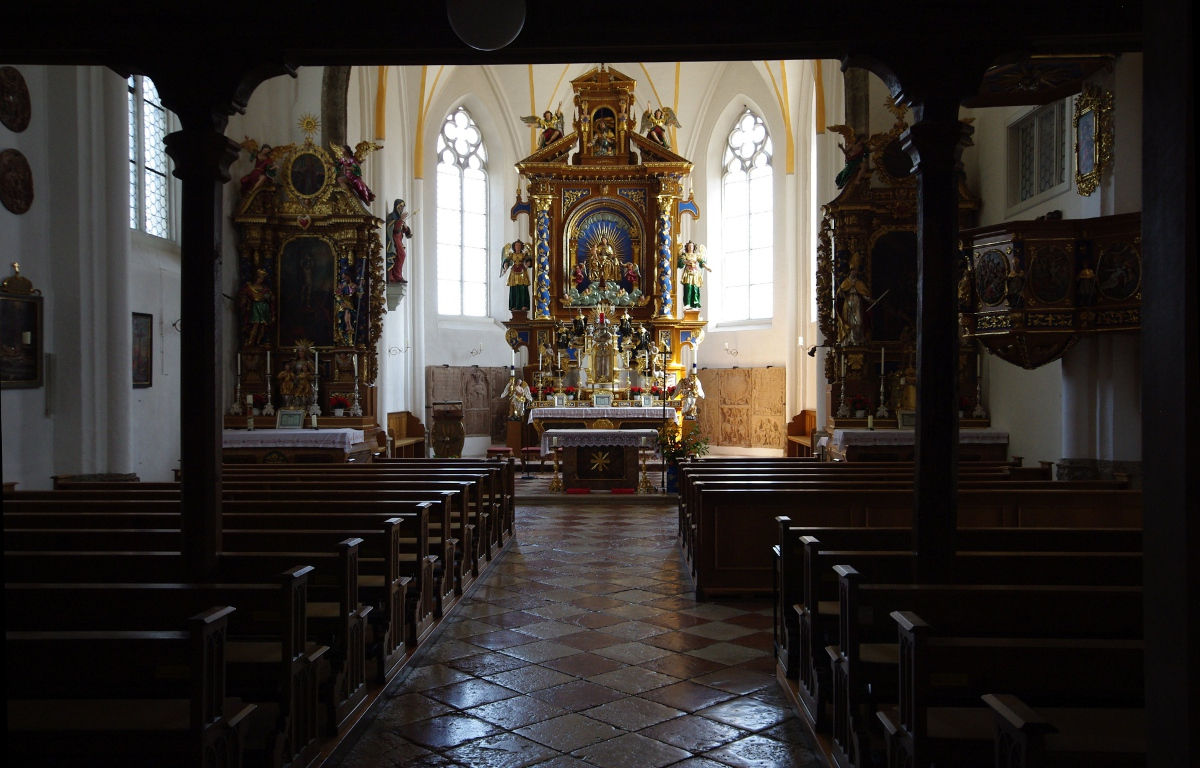
Innenraum

Die römisch-katholische Pfarrkirche Mariä Himmelfahrt steht in Feldkirchen, einem Gemeindeteil von Ainring im oberbayerischen Landkreis Berchtesgadener Land. Das Bauwerk ist in der Liste der Baudenkmäler in Ainring als Baudenkmal unter der Nr. D-1-72-111-17 eingetragen. Die Kirche gehört zum Dekanat Berchtesgadener Land im Erzbistum München und Freising.

## Beschreibung
Die spätgotische Saalkirche wurde um 1521 errichtet und um 1656 barockisiert. Sie besteht aus dem Langhaus, dem eingezogenen Chor mit Fünfachtelschluss im Osten und dem im Kern vom Vorgängerbau aus der Zeit um 1420 stammenden Fassadenturm im Westen. Der Turm wurde 1656 um ein achteckiges Geschoss aufgestockt, das den Glockenstuhl mit fünf Kirchenglocken enthält und im frühen 18. Jahrhundert die abschließende Zwiebelhaube erhielt. Die Sakristei wurde in der Mitte des 17. Jahrhunderts angebaut. 
Der Innenraum ist mit einem Stichkappengewölbe überspannt. Der Hochaltar wurde 1640 aufgestellt. Auf dem Altarretabel ist Maria dargestellt.